# Potamogeton coloratus
Potamogeton coloratus là một loài thực vật có hoa trong họ Potamogetonaceae. Loài này được Hornem. miêu tả khoa học đầu tiên năm 1813.